# Sitalces (militar)
Sitalces (en llatí Sitalces, en grec antic Σιτάλκης) fou el cap d'un cos auxiliar d'infanteria lleugera tràcia al servei d'Alexandre el Gran en la seva expedició a Àsia.
Va fer bons serveis diverses vegades, entre les quals a les batalles d'Issos i Arbela o Gaugamela. Va ser un dels oficials que es va quedar endarrere a Mèdia, a les ordes de Parmenió, i més endavant va ser el militar que va rebre l'orde d'executar al vell general i conseller. Va romandre a Mèdia fins al retorn d'Alexandre de l'Índia quan el va anar a trobar, acompanyat per Cleandre i Heracó a Carmània l'any 326 aC. Moltes persones de Mèdia el van acusar d'extorsió, abusos i crueltat i Alexandre va ordenar la seva execució, segons Flavi Arrià i Quint Curci Ruf.